# Plagiocrossa
Plagiocrossa é um gênero de traça pertencente à família Agonoxenidae.